# Nesticus brignolii
Nesticus brignolii là một loài nhện trong họ Nesticidae.
Loài này thuộc chi Nesticus. Nesticus brignolii được miêu tả năm 2002 bởi Ott & Lise.